# 3 juillet 1988
Le dimanche 3 juillet 1988 est le 185e jour de l'année 1988.

## Naissances
- Anssi Koivuranta, skieur finlandais
- Choe Myong-ho, joueur de football cord-coréen
- Cole Peverley, joueur de football néo-zélandais
- James Troisi, footballeur australien
- Linda Bolder, judokate néerlandaise puis israélienne
- Maximilian Schlichter, chanteur et guitariste allemand
- Miguel Ángel López, athlète espagnol, spécialiste de la marche athlétique
- Piotr Juszczak, rameur polonais
- Rodolfo Zelaya, footballeur international salvadorien
- Roman Kirsch, entrepreneur allemand
- Thomas Heurtaux, footballeur français
- Tom Goovaerts, coureur cycliste belge
- Winston Reid, joueur de football néo-zélandais
- Yasir Butt, joueur de squash pakistanais

## Décès
- Fritz Wiessner (né le 26 février 1900), grimpeur et alpiniste américain
- Paul Lasaosa (né le 13 juillet 1927), joueur français de rugby à XV
- René Lefeuvre (né le 20 août 1902), personnalité politique française
- Richard Schulze-Kossens (né le 2 octobre 1914), officier de la Waffen-SS

## Événements
- Grand Prix automobile de France 1988
- Sortie de la chanson Monkey de George Michael
- Création de la chaîne de télévision vénézuélienne Televen
- Triple meurtre d'Åmsele
- Ouverture du pont Fatih Sultan Mehmet, second pont franchissant le Bosphore
- Le vol 655 Iran Air est abattu par des missiles américains au-dessus du golfe Persique